# Култура на Камерун
Културата на Камерун е изключително разнообразна, поради наличието на множество етнически групи.

## Езици
Тъй като Камерун е бил под управлението на англичаните и французите, официалните езици са френски и английски. Съществуват и много ендемични живи езици, които се говорят от хората и показват разнообразието на страната. Такива езици са Акооз, Гбая, Фула, Гиеле, Коонзиме, Мунданг, Нгиембоони, Венго. Народните езици от етническите групи в Камерун са над 200. В това число се включват 55 афро-азиатски езици, 2 нило-сахарски езика и нигер-конгоански езици. Някои от тях са Еуондо, Бамилеке, Дуала, арабски в северните и източните части на страната.

## Религия
В страната са разпространени редица религии включително християнство (около 40%), ислям (около 20%) и др. Според конституцията гражданите имат право на свобода на вероизповеданието, затова са свободни да практикуват религия по свой избор. Северната част на Камерун е силно окупирана от племето Фулни (познато още като Фулбе или Мборо), които са мюсюлмани, поради което мюсюлманството е доминираща религия в източния регион. Западният регион е дом на хората бамум (етническа група, която също практикува ислям). Франкофоните са често жители на западните и южни региони и множеството от тях са католици, докато англофоните на запад са протестанти.

## Традиции
Камерун има 250-300 етнически групи и около 300+ езика. Камерун е разделен на няколко провинции, които са доминирани от специфични етнически или религиозни групи. Етническото разделение често отговаря на географията, която също варира широко. Религиозните различия отговарят на колониалните и други исторически влияния. Частично чрез влиянието на колониализма, съществува национална култура и две различни регионални култури: англофонските и франкофонските региони използват различни правни системи. Националната култура е създадена чрез публични институции като училището, политическата система, колонизацията и националната любов за футбол.

## Празници
Официалните празници са 7. Има и такива, които са присъщи само на определена етническа група.
- 1 януари – Нова година
- 11 февруари – Ден на детето
- 1 май – Ден на труда
- 20 май – национален празник
- 15 август – Голяма Богородица
- 1 октомври – Ден на обединението
- 25 декември – Коледа

## Медия
През 2009 г. Камерун е класиран на 109-о място от 175 държави по свобода на медиите, тъй като не се отразяват важни „чувствителни“ въпроси.

## Кино
Известни камерунски режисьори и филмография
- Басек Ба Кобхио (създател и домакин на фестивала "Écrans noirs"

Sango Malo (1991)
Naissance d'une démocratie (1995)
Le Grand Blanc de Lambaréné (1994)
La Reine blanche
- Жан-Пол Нгаса

Aventure en France (1962)
Une nation est née (1970)
- Жан-Пиер Беколо

Quartier Mozart (1992)
Have you seen Franklin Roosevelt ? (1994)
Le Complot d'Aristote (???)
- Терез Сита Бела

Tam-tam à Paris (1963)
Jean-Pierre Dikongue Pipa
Muna Moto (l'Enfant de l'autre) prix du Festival panafricain de Ouagadougou de 1975 et Grand prix Fespaco 1976
Histoires drôles, drôles de gens (1983)
Courte maladie (1987)
Badjiaga
- Даниел Камуа

Boubou cravate (1972)
Pousse Pousse (1975)
Chantal Rega (1977)
La ligne du cœur (1978)
Novotel (1979)
Adum (1979)
Danse automate danse (1980)
Messe à Melen (1980)
Notre fille (1980)
Cam-air dix ans d'essor (1981)
Nous les fous du volant (1982)
Les fleurs du terroir, (1983)
La petite fille trouvée (1987)
Totor (1994)
Le Cercle des Pouvoirs (1997)
- Жан-Мари Тено

De Ouaga à Douala en passant par Paris (1987)
Afrique, je te plumerai (1992)
La Tête dans les nuages (1994)
Clando (1996)
Vacances au Pays
Chef! (1999)
- Жулс Такам

L'Attente (1972)
L'Appât du gain (1979)
- Жерард Лебрун-Мбиеле

L'Œil du Village (1990)

## Културни събития
- Първото биенале на фотографията и визуални изкуства се провежда от 14 до 23 януари 2005 г. в Дуала. По темата „Следи и памет“ 14 фотографи и 17 художници от Африка, Карибите и Европа показват своите произведения.

- На празника на водата (NAS), който се организира всяка година през декември на брега на река Уоури, в Сауа, в провинция Литорал повече от 200 000 души се веселят на параден карнавал, състезания по кану и свещени ритуали. Традиционният празник на крайбрежните народи се провежда през юли.

## Музика
Музиката е неделима част от камерунската култура. Тя може да бъде съпровождана както с ръкопляскания, така и с традиционните за Камерун музикални инструменти: барабани, свирки, камбани, флейти.
Популярни музикални стилове са мангамбеу, асико, амбасе бей и цамаси. Нигерийската музика е оказала голямо влияние върху англоезичните камерунски певци. Пример за това е песента „Сладка майка“ на Принс Нико Мбарга, най-продаваната африканска песен в историята. Други изпълнители, като Маню Дибанго, Франсис Бьобе, Пти-Пеи и Мони Биле, популяризират камерунската музика из целия свят през 1970-те и 1980-те г.

## Кухня
Характерното за камерунската кухня е, че е почти една и съща за цялата страна, т.е. почти не съществуват различия между различните етноси спрямо храните.

## Спорт
Спортът заема важно място в културния живот на Камерун. Държавата насърчава практикуването на всички видове спорт. Кануто и борбата са традиционни, а най-разпространен е футболът. Националният отбор по футбол на Камерун е признат като един от най-добрите в света — имат спечелени 4 купи на африканските нации и златен медал на Летните олимпийски игри (Сидни) през 2000 г.

## Дискография
- Cameroun: la messe à Yaoundé, Arion, Paris, 1972
- Cameroun: la musique des Pygmées Baka, Auvidis, Unesco, Paris, 1990
- Percussions et danses du Cameroun, Arion, Paris, 1990
- Cameroun: flûtes des Monts Mandara (collec. Nathalie Fernando et Fabrice Marandola), Radio-France, Paris; Harmonia mundi, Arles, 1996
- Cameroun: Royaume Bamum: musiques du palais et des sociétés secrètes, Maison des Cultures du Monde, Paris; Auvidis, Antony, 1997-2001
- Cameroun: pygmées Bedzan de la plaine Tikar, Maison des Cultures du Monde, Paris; Auvidis, Antony, 2000
- Nord Cameroun: musique des Ouldémé, au rythme des saisons, Maison des Cultures du Monde, Paris; Auvidis, Antony, 2001
- Mbum du Cameroun: nord Cameroun (collec. Charles Duvelle), Universal Division Mercury, Antony, 2001
- Bikutsi pop: the songs of So' Forest, Naxos World, Franklin (Tenn.), 2002

## Филмография
- Une harpe ouldémé, film documentaire de Nathalie Fernando et Fabrice Marandola, CNRS Diffusion, Meudon, 1999, 16' (VHS)
- Le Peuple de la forêt, film documentaire de Jean-Claude Cheyssial, La Luna Productions, Paris, 2005, 48' (VHS)
- De feuilles et de terre: architectures traditionnelles au Cameroun, film documentaire de Dominique Théron, 2005, 45' (DVD)